# Horst Weber (Anglist)
Horst Weber (* 8. April 1933 in Bielefeld) ist ein deutscher Hochschullehrer, Publizist und Buchautor. Ein  Schwerpunkt seiner Forschungen sind Leben und Werk von Hugo von Hofmannsthal.

## Werdegang
Nach der Grundschule in Wiesbaden-Biebrich besuchte Horst Weber von 1943 bis 1945 die Nationalpolitischen Erziehungsanstalt Oranienstein, ab Kriegsende das Staatliche. Realgymnasium in Wiesbaden, wo er das Reifezeugnis erwarb. Sein Studium der Germanistik, Anglistik und Philosophie an der Universität Frankfurt am Main schloss er 1962 ab  mit der Promotion zum Dr. phil. mit einer Arbeit über den englischen Dichter Charles Lamb. Seine Lehrtätigkeit führte ihn zunächst ins Ausland. Er unterrichtete und forschte als Germanist Visiting Lecturer an der McGill Universität Montreal/Kanada in den Jahren von 1962 bis 1964, als Assistant Professor an der Columbia University in the City of New York von 1964 bis 1966, bis 1968  und als Visiting Associated Professor an der American University of Beirut/Libanon. Ab 1969 lehrte er an der Pädagogischen Hochschule Hannover und ab 1974 als Akademischer Oberrat und Privatdozent an der Technischen Universität Universität Hannover, wo er sich 1981 mit einer Arbeit über den englischen Dichter Irving C. Tomlinson habilitierte. Ursprünglich Germanist, war er seit 1991 außerplanmäßiger Professor für Anglistik und Amerikanistik. Seit 1998 ist er emeritiert.
Schon in den 1960er Jahren widmete er sich neben seiner Lehrtätigkeit der Erforschung der Bibliografie und Sammlung der Briefe des österreichischen Schriftstellers, Lyrikers und Librettisten Hugo von Hofmannsthal. Die damit verbundene intensive Recherche führte zu einer vielfältigen Reisetätigkeit zu den verstreuten Quellen und zu vielen Begegnungen mit Menschen, die den 1929 verstorbenen Dichter gekannt hatten, so z. B. mit der Tochter Hofmannsthals,  Christiane Zimmer, der Frau des Indologen Heinrich Zimmer.
Auch als Autor von Erzählungen und als Lyriker sowie als Übersetzer philosophischer Texte ist Horst Weber hervorgetreten. Über seine internationalen Lehr- und Wanderjahre hat er gemeinsam mit seiner in Großbritannien geborenen Frau Carolyn (1938) das in zwei Sprachen geschriebene autobiografische Werk „God bless America“ veröffentlicht.
Im Ruhestand lebt Horst Weber mit seiner Frau Caroline in Hannover-Kirchrode, wo sie am 24. Mai 2023 die Eiserne Hochzeit (65 Jahre) feierten. Er ist Mitglied der Leibniz-Gemeinschaft und des Künstler-Vereins in Hannover.

## Publikationen
- Studien zur Form des Essays bei Charles Lamb. Heidelberg 1964, DNB 455393877.
- Hugo von Hofmannsthal, Bibliografie des Schrifttums 1892–1963. Berlin 1966.
- Hrsg. Hugo von Hofmannsthal, Briefe an Marie Herzfeld. Heidelberg 1967.
- Hugo von Hofmannsthal Bibliografie: Werke, Briefe, Gespräche, Übersetzungen, Vertonungen. Berlin 1972, ISBN 3-11-003954-0.
- Der englische Essay: Analysen, mit einer Einleitung, Glossar und Auswahlbibliografie. Darmstadt 1975, ISBN 3-534-06144-6.
- Hrsg. Landeskunde im Fremdsprachenunterricht: Kultur und Kommunikation als didaktisches Konzept. München 1976, ISBN 3-466-30125-4.
- Hrsg. Hemingway, mit Einleitung und Auswahlbibliografie. Darmstadt 1980, ISBN 3-534-07840-3.
- Wahrnehmung und Realisation: Untersuchungen zu den Gedichten von C. Tomlinson. Heidelberg 1982, ISBN 3-533-03189-6.
- Beiträge zur neueren Literatur. Heidelberg 1985, ISBN 3-533-03649-9.
- Friedrich-Wilhelm Keyl 1823–1871: A German Artist in Victoria’s England. Biography and Catalogue. Heidelberg 1989, ISBN 3-533-04178-6.
- Von Hieronymus bis Schlegel. Vom Übersetzen und Übersetzern. Heidelberg 1995, ISBN 3-8253-0343-8.
- Cézanne and Literature. An Essay in Cultural History. Heidelberg 1991, ISBN 3-533-04458-0.
- TIMEWISE. (Gedichte), Peine 1997, ISBN 3-924748-99-3.
- America, America. Essays und Bemerkungen zu Amerika und einigen Schriftstellern. Aachen 2000, ISBN 3-8265-7220-3.
- Out of Barbary. Poems 1981–2004. Aachen 2005, ISBN 3-8322-4122-1.
- God bless America. (mit Carolyn Weber, zweisprachig), Düren 2020, ISBN 978-3-95631-801-6.
- Fools & Sailors: Eine Erzählung von Liebe, Lust und Neid. Shaker Media, Düren 2024, ISBN 978-3-9890302-4-4.